# New Wave Hookers 2
New Wave Hookers 2 ist ein amerikanischer Pornofilm des Regisseurs Gregory Dark aus dem Jahr 1991 und eine Fortsetzung seines Films New Wave Hookers aus dem Jahr 1985. Der Film wurde 1992 bei den AVN Awards in den Kategorien „Top Selling Release of the Year“ und „Best Packaging-Film“ ausgezeichnet. Die Handlung ist minimal,
dient hauptsächlich als Rahmen für die expliziten Inhalte und kombiniert Elemente von Fantasie, Humor und Erotik. Er verkörpert die freche Unbekümmertheit und den verspielten Ansatz der Pornofilme seiner Zeit.
Er wird als Pornofilm bzw. Hardcore-Pop-Trash-Streifen aus den 1990er Jahren bezeichnet und zeigt Szenen mit Sandwich-, Double-Vaginal-, Facial- und Anal-Szenen.

## Handlung
Der Film "New Wave Hookers 2" dreht sich um einen mystischen Zuhälter namens Willie, gespielt von Jack Baker, der einen magischen Zauberstab besitzt, mit dem er eine Gruppe verführerischer Prostituierter verzaubern kann.
Vor dem Hintergrund surrealer und skurriler Bilder entfaltet sich die Geschichte in einem bizarren Universum, in dem die Illuminati heimlich aus der verlorenen Stadt Atlantis regieren.
Willies verzauberter Harem von Huren, jede mit ihrem eigenen Charme, wird in die Welt entsandt, um ihre fleischlichen Begierden zu befriedigen und die heimtückischen Ziele ihres Meisters zu erfüllen.
Während die Frauen ihren sexuellen Eskapaden nachgehen, beobachtet ein mysteriöser Ermittler namens Agent L ihre Aktivitäten in der Hoffnung, Willies Geheimnisse aufzudecken.
Der Film ist um eine Serie sexueller Begegnungen strukturiert, in denen die Prostituierten verschiedene sexuelle Handlungen ausführen, von heißen Begegnungen in Hintergassen bis hin zu aufwendigen Orgien.
Jede Szene zeigt die Frauen, die sich mit verschiedenen sexuellen Handlungen und Praktiken vergnügen, oft mit Humor und Exzentrik angereichert.

## Auszeichnungen
- 1992: AVN Award: „Top Selling Release of the Year“ – New Wave Hookers 2[2]
- 1992: AVN Award: „Best Packaging - Film“ – New Wave Hookers 2[3]

## Wissenswertes
- Der Film belegt Platz 6 auf der Liste der „List for the 500 Greatest Adult films of All Time“[4] von AVN
- Der Soundtrack beinhaltet „It's a Pity“, „And I Know Now“ und „Love Will Remain“ von D.J., Bud, Slam, T. Blues and English Tony, gespielt von „The Mimes“ sowie „Electrify Me“, gespielt von „The Plugz“[5].